# 宇佐玄雄
宇佐 玄雄（うさ しずお/げんゆう、1886年4月15日 - 1957年2月14日）は、日本の臨済宗の僧、精神科医（医学博士）。京都三聖病院の初代院長。森田正馬の弟子で森田療法の実践者。

## 略歴
- 1886年、三重県布引村の中井家に生まれる
- 1896年、伊賀市の禅僧、宇佐玄拙に師事して得度する
- 1904年、上京し早稲田大学にて東洋哲学を専攻
- 1913年、大徳寺僧堂に入り川島昭隠に師事
- 1919年、東京慈恵会医院専門学校に入り、森田正馬に師事して神経症学を学ぶ
- 1922年、東福寺内三聖院客堂に病院を設立

この頃、倉田百三（この時の体験が『神経質者の天国』になる）を治療
- 1936年、神経質者の残像の研究で医学博士となる
- 1957年2月14日、遷化

## 著書
- 『説得療法』（人文書院、1936年）
- 『癖の直し方』（人文書院、1939年）
- 『神経衰弱と癖の療法』（人文書院、1940年）
- 『精神病の看病法』（人文書院、1941年）

## 家族
子に宇佐晋一